# 숲의 법칙
《숲의 법칙》(森林法则, Forest Theorem)은 중국의 여성 아이돌 그룹 SNH48의 20번째 EP이다. 타이틀 곡의 센터 포지션은 SNH48 Team NII의 쟈오위에가 맡았다.

## 수록 내용
| #  | 제목                                | 작사     | 작곡           | 편곡          | 가창 유닛 | 재생 시간 |
| -- | ----------------------------------- | -------- | -------------- | ------------- | --------- | --------- |
| 1. | 〈숲의 법칙〉 (森林法則)            | 郭德紫毅 | ASPJ           |               |           |           |
| 2. | 〈비밀 정원〉 (秘密花园)            | 小7      | SHIMA          | 자매그룹 선발 |           |           |
| 3. | 〈Sunrise〉                         | 郭德紫毅 | ASPJ           | SNH48         |           |           |
| 4. | 〈뛰어〉 (跳起来)                   | Apeach   | 7key-ONCE      | BEJ48         |           |           |
| 5. | 〈절대 진다고 말하지마〉 (决不言败) | 吕孝廷   | 吕孝廷、唐绍崴 | GNZ48         |           |           |
| 6. | 〈무지개의 발자취〉 (彩虹下的足迹)  | 钱煜环   | 包乌尼尔       | SHY48         |           |           |
| 7. | 〈놀이공원 소녀기〉 (游乐园少女记)  | 小7      | SHIMA          | CKG48         |           |           |

## 선발 멤버

### 숲의 법칙
(센터: 쟈오위에)
- Team SII: 다이멍, 콩샤오인, 리위치, 모한, 쉬쟈치, 장위거
- Team NII: 펑신둬, 루팅, 쟈오위에
- Team HII: 쟝샨, 리이통, 쑨전니
- BEJ48 Tema B: 후샤오훼이, 류슈시엔
- BEJ48 Team E: 리즈
- BEJ48 Team J: 양예
- GNZ48 Team G: 셰레이레이
- GNZ48 Team NIII: 류리페이, 샤오원링
- GNZ48 Team Z: 두치우린
- SHY48 Team SIII: 한지아러
- SHY48 Team HIII: 류징한
- CKG48 Team C: 바이신위
- CKG48 Team K: 리위쉬엔

쟈오위에는 그룹 재적 이례 처음으로 센터 포지션에 올라섰다. 류슈시엔, 리즈, 양예, 샤오원링, 두리우린, 류징한, 바이신위, 리위쉬엔은 처음으로 선발되었다. 처음으로 BEJ48 Team J, GNZ48 Team Z, SHY48 Team HIII, CKG48 Team C와 Team K의 멤버가 선발에 참가했다. 곡 녹음은 SNH48 멤버만 했고, 뮤직비디오에서는 자매 그룹 멤버들까지 출연했다.
MV는 태국 푸켓에서 촬영했다.

### 시크릿 가든
(센터: 류리페이)
- BEJ48 Tema B: 후샤오훼이, 류슈시엔
- BEJ48 Team E: 리즈
- BEJ48 Team J: 양예
- GNZ48 Team G: 셰레이레이
- GNZ48 Team NIII: 류리페이, 샤오원링
- GNZ48 Team Z: 두치우린
- SHY48 Team SIII: 한지아러
- SHY48 Team HIII: 류징한
- CKG48 Team C: 바이신위
- CKG48 Team K: 리위쉬엔

류리페이는 그룹 재적 이례 처음으로 센터 포지션에 올라섰다. SNH48 Group선발조 명의. 자매 그룹 멤버들로 구성되었다.

### Sunrise
(센터: )
- Team SII: 뤼이, 위엔위쩐
- Team NII：시에니, 장이
- Team HII：페이친위엔, 위엔이치
- Team X：왕샤오지아, 양빙이
- Team Ft：리메이치, 리씽위, 리위치엔, 왕시위엔, 왕신옌티엔티엔, 양링이, 장시, 쥬샤오단

### 뛰어올라
(센터: 두안이쉬엔)
- Team B: 두안이쉬엔, 후샤오훼이, 류슈시엔, 칭위원, 장멍훼이
- Team E：천치엔난, 류셩난, 리샹, 리위엔위엔, 리즈, 수샨샨, 쉬스양, 장샤오잉
- Team J：팡레이, 황언루, 양예

### 절대 진다고 하지마
(센터: 천커)
- Team G: 천커, 천위치, 까오위엔징, 뤄한위에, 정아이지아, 장치옹위
- Team NⅢ: 천난시, 홍징원, 류치엔티엔, 탕리지아, 정단니, 줘지아신
- Team Z: 비루이샨, 천궤이쥠, 롱이루이, 왕스위에

### 무지개의 발자취
(센터: 한지아러)
- Team SIII: 푸즈치, 한지아러, 류나, 라이즈시, 왕스멍, 양윈한, 쟈오지아루이
- Team HIII：동스지아, 까오즈시엔, 란위칭, 쉬페이란, 정지에리

### 놀이공원 소녀기
(센터: 란웨이)
- Team C: 바이신위, 리샨샨, 레이위샤오, 마오이한, 챠오위쩐, 란웨이, 우한티, 왕멍쥬, 정지아
- Team K：아이즈이, 한린친, 린슈칭, 리위쉬엔, 티엔쩐쩐, 우징징, 왕루쟈오